# La Patrouille de l'aube (film, 1938)
Pour les articles homonymes, voir La Patrouille de l'aube.
Pour plus de détails, voir Fiche technique et Distribution.
La Patrouille de l'aube (The Dawn Patrol) est un film américain réalisé par Edmund Goulding, sorti en 1938.

## Synopsis
Durant la Première Guerre mondiale, en 1915, les pilotes Courtney et « Scotto » font partie d'une escadrille britannique du Royal Flying Corps basée en France. La base aérienne est commandée par le major Brand, qui doit se résoudre à confier à ses hommes des missions très périlleuses. Chaque fois, certains pilotes ne reviennent pas et les remplaçants se succèdent, de plus en plus jeunes et inexpérimentés. Un exploit accompli par Scott et Courtney vaut à Brand de monter en grade et d'être muté ailleurs, de sorte que Courtney est automatiquement promu commandant de l'escadrille. Il se trouve ainsi contraint de prendre les décisions qu'il reprochait à son prédécesseur. Peu après, il envoie en mission un nouveau remplaçant, Donnie, le jeune frère de Scott…

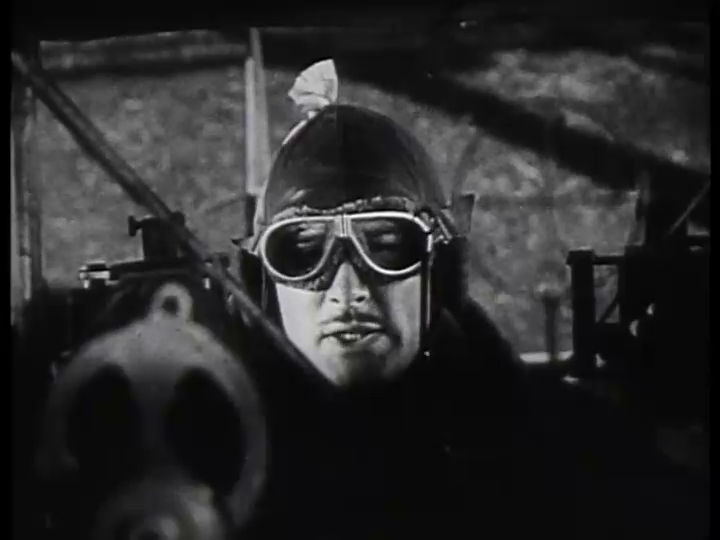
Errol Flynn

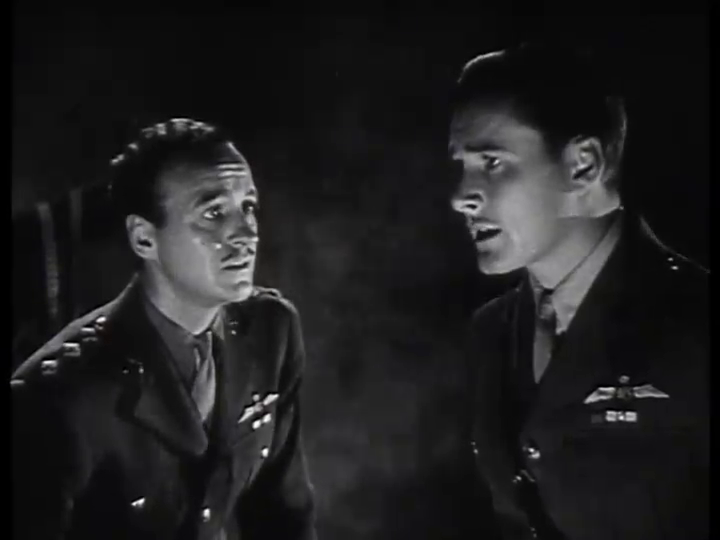
Errol Flynn et David Niven

## Fiche technique
- Titre original : The Dawn Patrol
- Titre français : La Patrouille de l'aube
- Réalisation : Edmund Goulding
- Scénario : Seton I. Miller et Dan Totheroth, d'après une histoire de John Monk Saunders et (non crédité) Howard Hawks
- Direction artistique : John Hughes (en)
- Costumes : Rene Wilson (non crédité)
- Photographie : Tony Gaudio
- Effets visuels : Edwin B. DuPar
- Son : C.A. Riggs
- Musique : Max Steiner
- Direction musicale : Leo F. Forbstein
- Montage : Ralph Dawson
- Production déléguée : (non crédités) Jack Warner et Hal B. Wallis
- Production associée : (non crédité) Robert Lord
- Société de production : Warner Bros. Pictures
- Société de distribution : Warner Bros. Pictures
- Pays de production :  États-Unis
- Langue originale : anglais, allemand
- Format : Noir et blanc — 35 mm — 1,37:1 — son Mono
- Genre : Film de guerre
- Durée : 103 minutes
- Dates de sorties : 
  - États-Unis : 24 décembre 1938
  - France : 8 juin 1939

## Distribution
- Errol Flynn : Capitaine Courtney
- Basil Rathbone : Major Brand
- David Niven : Lieutenant « Scotto » Scott
- Donald Crisp : Phipps
- Melville Cooper : Sergent Watkins
- Barry Fitzgerald : Bott
- Carl Esmond : Hauptmann von Mueller
- Peter Willes : Hollister
- Morton Lowry : Donnie Scott
- Michael Brooke : Capitaine Squires
- James Burke : Flaherty
- Stuart Hall : Bentham
- Herbert Evans (en) : Le mécanicien de Scott
- Sidney Bracey : L'ordonnance de Brand
- Leo Nomis : Le contrôleur aérien

## Production
- Le film est un remake de La Patrouille de l'aube (The Dawn Patrol) qu'Howard Hawks avait réalisé en 1930. Certaines scènes en extérieur et certaines scènes aériennes ont d'ailleurs été reprises du film de Hawks[1]